# شبرنگ‌نامه
شبرنگ‌نامه منظومه‌ای حماسی اثر سراینده‌ای ناشناس و دربارهٔ شبرنگ پسر دیو سفید و به تقلید از شاهنامه سروده شده‌است.
نخستین بار هنگامی که شارل ریو نسخه‌ای از شاهنامه در موزهٔ بریتانیا را معرفی کرد، از ادامهٔ این نسخه با شبرنگ‌نامه و چند منظومهٔ دیگر خبر داد. پس از آن صفا برپایهٔ اطلاعات ریو، شبرنگ‌نامه را در چند سطر معرفی کرد. و از آن پس، همهٔ گفته‌ها دربارهٔ این منظومه از نوشتهٔ اوست.
اما به‌تازگی گابریله فان‌دن برخ به‌طور مفصل و در دو مقاله به شبرنگ‌نامه پرداخته و سه نسخهٔ دیگر از آن و برخی روایات شبرنگ در طومارهای نقالی را معرفی کرد. به‌حدس صفا این منظومه پیش از روزگار مغول و شاید در سدهٔ ششم هـ ق. سروده شده، اما او شاهدی برای این موضوع نیاورده‌است. بااین‌همه، تردیدی نیست که این اثر پیش از سدهٔ دهم هـ ق. سروده شده چراکه تاریخ تنها نسخهٔ مستقل بازمانده در کتابخانهٔ دانشگاه لیدن که مالک آن بر روی آن نوشته، سال ۱۰۶۲ هـ ق. (۱۶۵۲ میلادی) را نشان می‌دهد.